# フォード・デル・レイ
フォード・デル・レイ（Ford Del Rey）は、アメリカの自動車メーカーであるフォード・モーターのブラジル現地法人が、1981年から1991年まで生産していた乗用車。

## 概要

### 発売
1981年に、フォード・モーターのブラジル現地法人が、中型量産車の「コルセル2」のコンポーネンツを使った上位車種として発売を開始した。2ドアクーペと4ドアセダン、3ドアステーションワゴンの3種のボディが用意された。エクステリアデザインは「コルセル2」に似ていたものの、メッキモールを増やし、各エッジを際立たせることで高級感を演出していた。

### 輸出
1983年に、これまでブラジル法人のトップレインジであったフルサイズ・セダンの「ギャラクシー」と「LTD」の生産が中止されたことで、ブラジル法人のトップレインジとなった。なお、ブラジル法人の独自開発車種であったが、チリやウルグアイ、パラグアイにも輸出されていた。
1991年に生産が中止され、当時ブラジルにおいてフォードと合弁会社を設立していたフォルクスワーゲンのブラジル法人の「フォルクスワーゲン・ド・ブラジル」が生産していた「フォルクスワーゲン・サンタナ」のコンポーネンツを流用した「ヴェルサイユ」が後継車種となった。

## ライバル車種
- シボレー・オパラ
- フォルクスワーゲン・サンタナ